# Benediktinski samostan Gornji Grad
Benediktinski samostan Gornji Grad (nemško Benediktinerkloster Oberburg) se je nahajal v naselju Gornji Grad v Zgornji Savinjski dolini v občini Gornji Grad. Ustanovljen je bil leta 1140 kot eden od dveh na območju današnje Slovenije, dokončno razpuščen pa je bil leta 1473 (po 333 letih).  

## Zgodovina

### Ustanovitev samostana
Benediktinski samostan Gornji Grad sta ustanovila leta 1140 »visoko svobodni gospod« Dipold Kager (Chagere), takratni lastnik vse Zgornje Savinjske doline, in oglejski patriarh Pelegrin I.. V ustanovni listini z dne 7. aprila 1140, ki ni ohranjena, ampak povzeta v potrdilni listini iz leta 1243, je Kager s svojo ženo Truto odstopil vso svojo alodialno posest v Savinjski dolini deloma oglejskemu patriarhu, vključujoč utrdbo Gornji Grad ter gospostvi Mozirje in Vrbovec, preostalo posest pa novoustanovljenemu samostanu. Samostan je dobil 500 podložnikov z družinami, obsežne gozdove in koriščenje pravic lova in ribolova. Samostanu je bila inkorporirana pražupnija Gornji Grad z župnijsko cerkvijo sv. Mohorja in Fortunata, ki je nastala že v 9. stoletju. Že pred letom 1209 so na novo pozidali triladijsko cerkev in nov kamnit križni hodnik. 
Samostan je v 13. in 14. stoletju svojo posest in gospodarske pravice razširil s številnimi daritvami, ki jih je prejemal od številnih plemiških družin v savinjsko-šaleški regiji in širše. Med njimi so bili: Istrski mejni grof Henrik Andeški 1209, Bernard Smledniški 1216, grof Viljem Vovbrški 1241, Hartnid Ptujski 1243, Herman Ploštanjski 1247, Oto, Friderik Kunšperški 1257, 1296, 1313, koroški vojvoda Ulrik III. Spanheim 1257, Hartnid Ortski 1262, Uleman Goričanski 1269, Hartnid Gutensteinski (Ravne na Koroškem) 1273, češki kralj Otokar II. Přemysl 1274, cesar Rudolf je podaril hišo in dvor v Ljubljani 1277, Leopold Žovneški patronat nad cerkvijo v Braslovčah 1278, Günther  Hegenberški (Stopniški) 1279, Herman, Nikolaj Gornjegrajski 1282, 1312, Oto Kozjanski 1286, Engelšalk Turnski 1291, Oto  Planinski 1297, Oto in Henrik Rehberška 1298, Konrad Vrbovški 1322, 1326 grof Ulrik Pfanberški, 1369 Herman I. Celjski. Samostan je tako bil tudi fevdalni posestnik, ki mu je bila leta 1273 potrjena pravica do sodstva na lastnih posestvih. Ta pravica je obsegala tako deželno kot tudi splošno sodstvo. Leta 1447 je knez Friderik II. Celjski samostanu dal v najem pravico sodstva razen krvnega. Samostan je z daritvami dobival ne samo posesti (kmetije) in desetine, ampak tudi patronat in odvetništvo nad (pra)farami, kot so npr. Mozirje, Škale (inkorporirana k samostanu leta 1261), Pilštajn (udeležba pri desetini od 1227, inkorporirana k samostanu v letih 1254-1261 in ponovno 1346), Braslovče in Laško. Tako je imel pravico nastavljanja župnikov, ki so bili običajno samostanski bratje. Samostan je pridobil arhidiakonske pravice nad gornjegrajsko, škalsko in braslovško prafaro. Ker je bila običajna zahteva, da so župniki govorili slovensko in ker ni nobenega dokumenta o pritožbah glede tega, lahko z gotovostjo sklepamo, da so bili samostanski bratje povečini slovenskega rodu in da je bil neliturgični občevalni jezik v samostanu slovenski. 
Glede na omembe v zgodovinskih listinah je bil po vsej verjetnosti samostanu nekaj časa priključen tudi ženski samostanski del. Vendar nekateri zgodovinarji menijo, da se omembe v virih nanašajo na nune v samostanu Mekinje.

### Opati (po Schmutzu)
Nepopoln seznam imen opatov iz listin, ki pa ne razkriva njihovega porekla: 
1. Bertold 1145
2. Engelbert 1175
3. Albert 1228–1231
4. Henrik 1243–1265
5. Johan 1268–1286
6. Oto 1286-1296
7. Wulfing 1296–1308
8. Leopold 1309–1326
9. Johan 1327
10. Leopold 1328–1355
11. Ulrik 1355–1365
12. Nikolaj 1365–1404
13. Wulfing 1408
14. Jurij 1410, papež Janez XXIII. (1410–1415, protipapež) je samostan postavil pod varstvo krške škofije.
15. Nikolaj 1411
16. Konrad 1427
17. Rudolf 1438–1443
18. Ulrik 1444
19. Gašper 1453–1460
20. Gregor, zadnji gornjegrajski opat, ki je 11. oktobra 1463 po dokončni razpustitvi samostana njegove dokumente predal v nemško hišo (Deutsches Haus) v Ljubljani.

### Odvetniške pravice
Odvetništvo nad samostanom Gornji Grad:
- 1140 verjetno Dipold Kager, ustanovitelj
- 1146–1250 svobodni gospodje Žovneški (Liutpold I. Savinjski, Gebhard II. Žovneški)
- do 1286 gospodje Ptujski
- 1286–1322 grofje Vovbrški
- 1322–1337 grof Ulrik V. Pfanberški
- 1337–1352 Friderik I. Celjski, svobodni gospodje Žovneški, od 1341 Celjski grofje
- 1352–1361 sam samostan
- 1361–1372 Avstrijske vojvode
- od 1372 do izumrtja po moški liniji 1456 Celjski grofje

### Razpustitev samostana
Že leta 1237 je želel oglejski patriarh Bertold Meranski v Gornjem Gradu ustanoviti škofijo oziroma tja prenesti pičensko škofijo. Vendar papež Gregor IX. tega končno ni odobril.
Cesar Friderik III. je leta 1461 z listino, izdano v Gradcu ustanovil ljubljansko nadškofijo, v katero je želel vključiti samostan Gornji Grad. Zato samostanu ni potrdil pravic in privilegijev sedeža in po smrti opata Gregorja leta 1463 prepovedal volitev novega opata. Menihi so se temu uprli in so za novega opata izvolili enookega meniha Gregorja Hiniga iz Trebnjega na Dolenjskem. V soglasju s papežem je krški škof Ulrik to razglasil za nično in z grožnjo kazni prepovedal takšna nadaljnja dejanja. Gregor Hinig pa se ni dal in je od prvega ljubljanskega škofa Žige grofa Lamberga (1463–1488) izsilil dogovor, po katerem bi samostan za povrnitev dokumentov in za povrnitev pravic in privilegijev plačal 120 dukatov. Vendar tega ni bilo mogoče izvesti zaradi odločitev višjih oblasti. 
Zaradi moralnega upada v samostanu in zmanjšanja števila redovnikov zaradi turških vpadov – Turki so Gornji Grad opustošili leta 1471 – je papež Sikst IV. na predlog škofa Žige Lamberga leta 1473 samostan tudi formalno razpustil.
Po razpustitvi samostana so Gornji Grad občasno uporabljali ljubljanski škofje za rezidenco. Leta 1518 je dal škof Krištof Ravbar (1497–1536) nezavarovan samostanski kompleks zaščititi z obzidjem s petimi stolpi in vodnim obrambnim jarkom. 
Leta 1539 je takratni ljubljanski škof Franc Kacijanar v takratni sostolnici Gornji Grad dal pokopati svojega brata Ivana Kacijanarja, ki je bil v letih 1530–1537 kranjski deželni glavar in vrhovni poveljnik kranjskih čet v boju proti Turkom. Po ponesrečeni vojaški odpravi pri Osijeku, ko je zapustil vojsko, je bil obtožen veleizdaje in ga je na begu na Hrvaškem v Kostajnici na Uni oktobra 1539 umoril grof Nikola IV. Zrinski. Njegov nagrobnik je vzidan v cerkvi.
Po naročilu ljubljanskega knezoškofa grofa Ernesta Attemsa je bila prejšnja cerkev v letih 1752–1760 porušena in zgrajena cerkev sv. Mohorja in Fortunata, ki je lepo ohranjena še danes. Cerkev je največja na ozemlju sedanje Slovenije. V njej je pokopanih več ljubljanskih škofov.